# Jagdtasche
Eine Jagdtasche (Aser) ist eine Tasche zum Transport erlegten Kleinwildes und des Jagdzubehörs, z. B. Patronen.
Jagdtaschen werden traditionell aus robustem Leder gefertigt und mit einem breiten Riemen über die Schulter getragen. Sie haben eine Rechteckform und enthalten Fächer für Kleinteile, die durch den meist großen Taschendeckel geschützt werden. Außen können verschiedene Riemen (z. B. sogenannte Hühnergalgen) zum Befestigen von erlegten Vögeln angebracht werden.